# Zabij Kleopatrę
Zabij Kleopatrę – powieść historyczno-fantastyczna Teodora Parnickiego wydana w 1968 roku.

## Konstantynopolitański początek
Początek powieści wprowadza czytelnika ponownie pomiędzy bohaterów drugiego tomu Twarzy księżyca i Śmierci Aecjusza. Dionizja, wychowanica Storacji, ocalona przez nią od śmierci, która musiałaby spotkać nieślubną córkę siostry cesarza rzymskiego, jest genialną aktorką w Świętym Pałacu cesarskim w Konstantynopolu. Układane i wystawiane przez nią przedstawienia są w rzeczywistości szyfrem politycznym, odgrywającym ważną rolę w zakulisowych walkach o władzę. Jedno z jej przedstawień oparte na wątkach historii Antoniusza, Kleopatry i Heroda, nosi tytuł Zabij Kleopatrę. Jednocześnie toczy się proces o spadek Dionizji i związany z nim proces przeciw Isokasjosowi pod pretekstem drwienia przez tegoż ze składni Pawła Apostoła. Isokasjosowi za zdradę główną grozi śmierć. Jeden z uczestników procesu oświadcza jednakże, że nie można skazać Isokasjosa na śmierć – twierdzą bowiem dziejopisarze czasów przyszłych, że eparcha Puseus wydał w sprawie Isokasjosa wyrok, który był – warunkowo – to prawda – uniewinniający.

## Rozważania o autorach
Tę wiedzę bohaterów o przyszłości wprowadza tym razem Parnicki bez pomocy maszyn czasoprzestrzennych. Wyposaża ich w świadomość, że są bohaterami powieści autora, który żył dużo później niż oni i zna ich losy z dokumentów i kronik. Postacie powieściowe rozpoczynają pirandellowską dyskusję z autorem o tym kim on jest. W części drugiej rozważane jest autorstwo pierwszej, w trzeciej – autorstwo drugiej i jeszcze raz pierwszej. Być może pierwszą, dotyczącą wydarzeń w Konstantynopolu w V wieku napisał poborca papieża Jana XXII, Tarantula, zbieg z Polski, poeta skazany na milczenie w polszczyźnie – Stanisław z Tylko Beatrycze. Hipoteza Stanisława jako autora części pierwszej rozważana jest w części drugiej. Jej autorem mógł być Atanazy Diaz albo Mateusz Boniecki. Część trzecia poświęcona XVII-wiecznemu autorowi drugiej, napisana została być może przez Jakuba Typotiusa, również bohatera czwartej części Nowej baśni.
Epilog powieści jest rozmową dwóch jezuitów żyjących w XIX wieku, w epoce sporów o estetykę Hegla, romans historyczny Walter Scotta, interpretację dramatów Szekspira, a także kolei żelaznej, parowców na Missisipi, rządów cara Mikołaja w Polsce. Rozmowa dotyczy powieści I u możnych dziwny oraz Zabij Kleopatrę, i tego czy można je uznać za części Nowej baśni. Toczy się również na temat kogoś, kto uważa nadzbiór «Nowa baśń» za coś w rodzaju biblii rodzinnej.

## Zwornik dwóch cykli
W drugiej części powieści znajdują się ponadto aluzje do Kół na piasku, a Stanisław-Tarantula z Tylko Beatrycze, okazuje się nie Tatarem, ale Chorezmijczykiem, a więc i potomkiem Mitroanii. W ten sposób zostały połączone ze sobą wszystkie elementy dwóch dotychczas względnie odrębnych grup powieści: jednej zebranej wokół Twarzy księżyca, dotyczącej wydarzeń z czasów antyku i wczesnego średniowiecza na terenie basenu Morza Śródziemnego, Bliskiego Wschodu i Środkowej Azji, druga – rozrastająca się wokół Nowej baśni, opowiadająca o średniowieczu, renesansie, poprzez Wiek XVII do XIX o dziejach Europy i obu Ameryk.